# Giedrimas Jeglinskas
Giedrimas Jeglinskas (* 22. April 1979 in Kaunas) ist ein litauischer Politiker, Seimas-Mitglied, ehemaliger Vizeminister.

## Leben
Nach dem Abitur am KTUG absolvierte Giedrimas Jeglinskas 2003 das Studium der Politikwissenschaft an der United States Military Academy, 2005 folgte das Studium der nationalen Sicherheit an der Georgetown University und 2010 MBA an der Columbia Business School in New York. Von 2006 bis 2008 war er Offizier bei AOTD (Spionage). Von 2010 bis 2017 arbeitete Jeglinskas bei Citigroup. Von Februar 2017 bis 2020 war er stellvertretender Verteidigungsminister Litauens, Stellvertreter von Raimundas Karoblis im Kabinett Skvernelis. Seit November 2024 ist er 14. Seimas-Mitglied. 

## Familie
Giedrimas Jeglinskas ist verheiratet und hat drei Kinder.

## Quelle
1. ↑  Viceministras Giedrimas Jeglinskas. Abgerufen am 23. Juni 2018 (litauisch).

| Personendaten    | Personendaten                       |
| ---------------- | ----------------------------------- |
| NAME             | Jeglinskas, Giedrimas               |
| KURZBESCHREIBUNG | litauischer Politiker, Vizeminister |
| GEBURTSDATUM     | 22. April 1979                      |
| GEBURTSORT       | Kaunas                              |